# Celebration (album de Dan Ar Braz)
Albums de Dan Ar Braz
Comptines celtiques et d'ailleurs
(2009) Célébration d'un héritage
(2014)
Celebration est le dix-neuvième album studio de Dan Ar Braz, sorti le 20 juin 2012 chez L'OZ Production, label breton indépendant distribué par Coop Breizh.

## Conception
Dan Ar Braz a conçu un album fédérateur, en réunissant les ingrédients chers à son cœur et les éléments qui constituent pour lui sa terre natale. Composé, enregistré, produit et distribué en Bretagne, l'album comprend treize nouvelles chansons pour célébrer la Bretagne, celle qu'il vit au quotidien et qu'il aime.
Frédéric Guichen (accordéon), Jérome Kérihuel (percussions) et Dave Pegg (basse) participent à l'enregistrement, en plus des musiciens qui l'accompagnent sur scène : le Bagad Kemper, Clarisse Lavanant et Morwenn Le Normand au chant, Ronan Le Bars aux uilleann pipes, cornemuse et whistles (L'Héritage des Celtes, Pennoù Skoulm), David Er Porh aux guitares (Arvest), Patrick Péron aux claviers (Taÿfa, Jacques Pellen), Stéphane Rama à la basse (David Pasquet), Patrick Boileau à la batterie (Gilles Servat).

## Promotion
Le 3 avril 2012, à l'occasion d'une conférence de presse du FIL donnée à Lorient, il joue pour la première fois en public le titre Celebration en duo avec la chanteuse Morwenn Le Normand. Le lendemain de la sortie de Celebration et jusqu'au 14 juillet, Dan ar Braz effectue une tournée de rencontres avec le public, dans dix espaces culturels E. Leclerc partenaires, appelée Breizh Tour.
La première représentation du spectacle a lieu le 11 août 2012 lors du Festival interceltique de Lorient sur le port de pêche Keroman. Lors de ce premier concert, la captation vidéo mise en place avec les moyens de France Télévisions permet de revivre 17 titres interprétés ce soir là : Borders, Broken Prayer (1997), Good night God (2012), Rock around the Loc'h (2012), Duchesse (1998), Belong (2012), Celebration (2012), Evit Ar Barz (1997), Left in peace (1995), J'avais cinq ans (2012), Bro yaouank hon bugale (2012), Land (2012), Call to the dance (1994), Cornwall attitude (2012), Borders of salt (1994), Amazing grace (2012) et Greenlands (1994). Le Bagad Kemper, Dominique Dupuis et Alan Stivell participent à quelques morceaux. Le film est diffusé sur France 3 Bretagne, puis sur France 3 pour la Saint-Patrick le 20 mars 2016.
D'autres invités participent à l'enregistrement d'un album live, Célébration d'un héritage, dans le cadre des 90 ans du festival de Cornouaille et des 20 ans de la création de l'Héritage des Celtes lors de ce même événement : Gilles Servat, Karen Matheson et Donald Shaw du groupe Capercaillie.

## Critique
Il obtient un « Bravo !!! » de Trad Magazine, pour « un album parfaitement abouti et équilibré. Une nouvelle preuve que Dan Ar Braz est un très grand guitariste qui se renouvelle sans cesse. ».

## Caractéristiques artistiques
Dan Ar Braz réinterprète l'hymne chrétien Amazing Grace à la guitare et écrit un nouvel hymne pour la Bretagne, Bro yaouank hon bugale (« Jeune pays de mes enfants »), en référence à l'hymne breton Bro gozh ma zadoù (« Vieux pays de mes ancêtres »).
Clarisse Lavanant a écrit deux chansons : Juste un rêve et J'avais cinq enfants qui évoque en 44 vers la séparation de la Loire-Atlantique (département 44) des 4 autres départements de la Bretagne en 1956. Avec la réunification, il aspire à une grande Bretagne « qui puisse prendre elle-même ses décisions sans dépendre de Paris. Nous n’avons pas besoin d’avoir de drapeau, d’hymne ou de costumes, juste notre terre ». L'air est un clin d’œil au traditionnel irlandais She Moved Through the Fair (« Elle s'est faufilée dans la foire »).

## Liste des titres
| No  | Titre                  | Auteur | Durée |
| --- | ---------------------- | ------ | ----- |
| 1.  | Belong                 |        | 3:47  |
| 2.  | La trace du souvenir   |        | 3:14  |
| 3.  | Celebration            |        | 5:18  |
| 4.  | Land                   |        | 3:43  |
| 5.  | Bro yaouank hon bugale |        | 4:09  |
| 6.  | Cornwall attitude      |        | 3:13  |
| 7.  | Rock around the loch   |        | 3:51  |
| 8.  | Goodnight god          |        | 4:14  |
| 9.  | Amazing grace          | trad.  | 4:43  |
| 10. | Enez Imma              |        | 4:23  |
| 11. | Delphine in the sky    |        | 3:29  |
| 12. | Juste un rêve          |        | 3:10  |
| 13. | J'avais cinq enfants   |        | 8:17  |

## Crédits

### Musiciens
- Dan Ar Braz : Guitares, chant

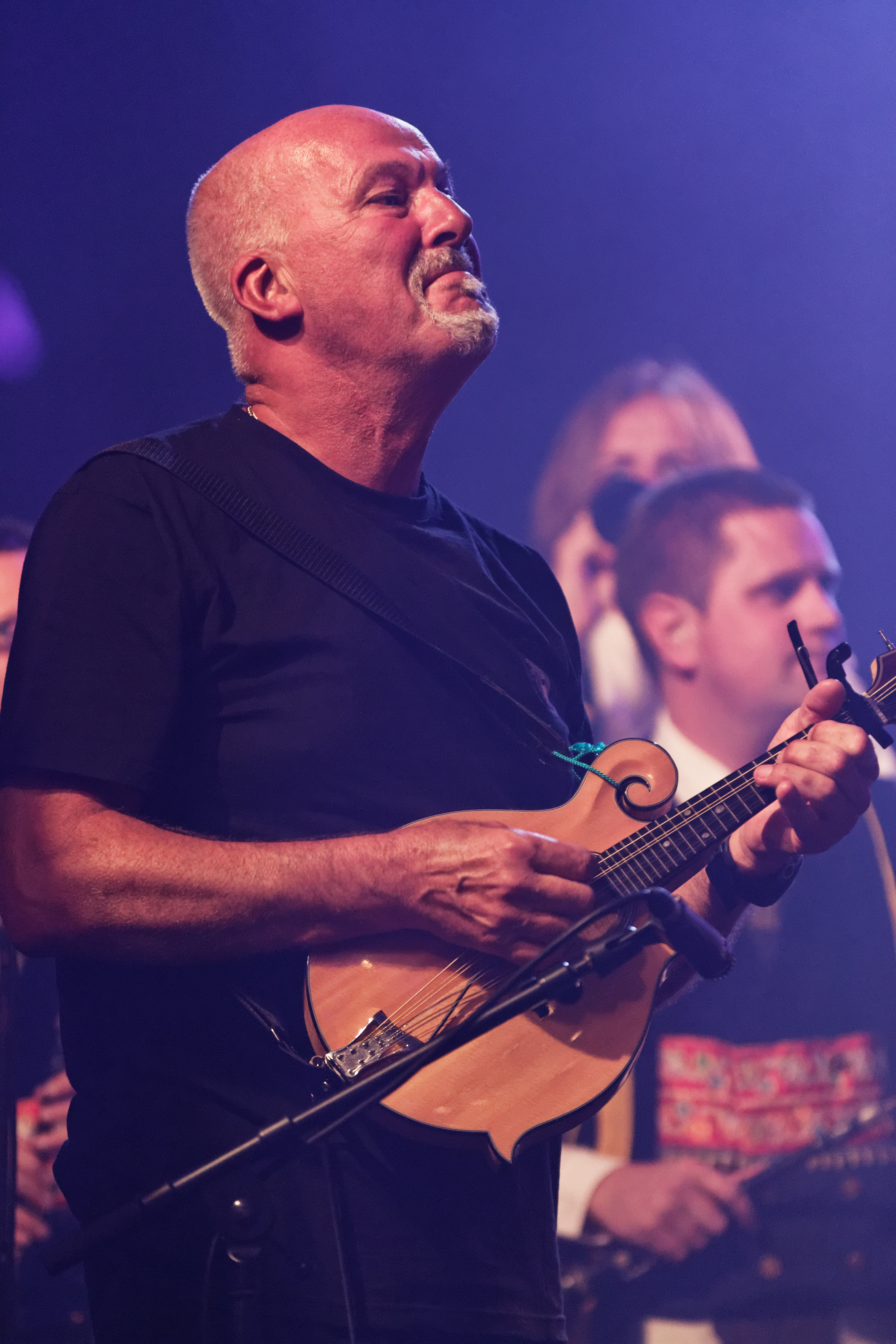
Dave Pegg à la mandoline, sur l'album et sur quelques dates de concerts

- Bagad Kemper : Cornemuses, bombardes, percussions (direction Jean-Louis Hénaff et Steven Bodénes)
- Clarisse Lavanant : Chant
- Morwenn Le Normand : Chant
- Ronan Le Bars : Uilleann pipes, cornemuse écossaise, whistles
- Patrick Péron : Claviers
- David Er Porh : Guitares
- Stephane Rama : Basse
- Patrick Boileau : Batterie, percussions
- Frédéric Guichen : accordéon diatonique
- Dave Pegg : basse, mandoline
- Jérôme Kerihuel : percussions